# Huni
Huni fou un faraó de la dinastia III de l'antic Egipte. Seria l'Huni de la llista de Saqqara i del papir de Torí (llacuna a la llista d'Abidos) i el Kerpheris de Manethó. Aquest li dona un regnat de 26 anys i el papir de Torí de 24. Swelim pensa que se l'ha d'identificar amb el faraó de nom d'Horus Qahedjet i li dona efectivament un regnat d'uns 25 anys. Kahl comparteix la identificació mentre que Kaplony pensa que el seu nom Horus deu ser Nebhedjet.
El nom de Qahedjet ve d'una estela trobada als anys seixanta, on figura només el nom Horus, i hi apareix el rei amb la corona blanca de l'Alt Egipte abraçat pel déu Horus. La majoria dels egiptòlegs donen aquest nom d'Horus al faraó Neferka (Neferka és el nom Nesut-biti), però Swelim hi difereix. Neferka o Neferkare era un nom molt comú a l'època (Nefer = 'bell'; Ka = 'ànima'; i Re o Ra = 'el déu Sol'), igual que Nebkare (Neb o Nub = 'daurat'; Ka = 'ànima'; Re = 'el déu Sol'), escrit també com a Nebnubhedjet.
El nom Huni apareix, com s'ha dit, en dues llistes, però no se'n sap del cert el nom Horus, Hi ha una inscripció en una pedra de granit a Elefantina, a la part nord d'una piràmide (que no es conserva) de la tercera dinastia, trobada per Gautier, amb el nom Hu o Nesut Huni, que podria formar el nom d'un palau "Diadema del rei Huni". A la pedra de Palerm, s'esmenta un Sutenh, Nisuteh o Nesut Hu (Hw) objecte de culte per Neferirkara durant la dinastia V. El nom Heni apareix a Maghara, al Sinaí, però és possible que es tracti d'una dona (segons interpretació del seu títol per Kahl) o del responsable de la frontera asiàtica, segons John Degreef (i, en aquest cas, podria molt bé ser el futur Huni).
El papir de Torí diu que va fundar una ciutat anomenada Seshem, que podria ser Seshemtawi al delta, però ja no es pot continuar llegint. Són útils també per aquest regnat la biografia de Metjen, oficial a l'inici de la quarta dinastia, que en dona detalls de l'administració durant la tercera; i la biografia de Pehernefer, de la mateixa època.
Recents teories atribueixen a un sol sobirà les petites piràmides esglaonades d'entre 10 i 17 metres que s'han trobat en diversos llocs: Zawiet al-Mejtin (3 esglaons, 17 metres), Abidos (Sinki), Nubt (3 esglaons, 22 m de base), Khula o Khola (Hieracòmpolis, 3 esglaons, prop de 17 metres), Edfú (situada una mica al sud, a Naga al-Ghonemia) i Elefantina. Alguns opinen que serien totes obres d'Huni, mentre que una altra tendència les situa en un sobirà més anterior perquè Huni ja era capaç de fer piràmides de 8 esglaons. Swelim ajunta a les petites piràmides les d'Athribis i una altra a Abidos. Hi ha diverses teories sobre la seva utilitat, però cap no sembla prou satisfactòria.
El monument funerari que li correspon és la piràmide de Meidum. És una piràmide esglaonada, però de parets quasi verticals que, completades amb una altra capa, feien una piràmide llisa. La base interna dels tres esglaons es conserva, però la pedra blanca amb calç que les cobria han desaparegut; als dos costats, resten unes ruïnes que, probablement, foren rampes de quan es va fer servir com a pedrera. El nom del faraó ni de cap altre no apareix dins del complex i se suposa que fou acabada pel successor Snefru, suposadament el seu fill o gendre. Fou la primera a tenir els costats rectes i llisos en lloc dels marcats esglaons que s'havien fet fins llavors. Es creu que les pedres que la feien llisa, les va posar Snefru (per fer-la assemblar a una piràmide i fer desaparèixer els esglaons) i després es van ensorrar o van ser tretes (per usar-les en altres llocs), deixant a la vista el que resta, la base dels tres esglaons que semblen una torre. La petita piràmide de la reina se situa al sud-oest, bastant propera a la paret de la piràmide de Meidum, i té 26,5 metres de base i tres esglaons, i sembla que fou feta al mateix temps que la principal; al nord, es troba la mastaba 17 de propietari no ben identificat, i la número 16, que correspon a Nefermaat, fill del faraó Snofru i visir de Snefru (que fou pare d'Hemiunu, l'arquitecte i visir de Kheops), i a la seva dona Itet. La cambra mortuòria no té cap sarcòfag ni hi ha cap resta d'enterrament. S'atribuïa a la IV dinastia (Snefru), a causa d'una inscripció del Nou Regne que l'anomenava el "bell temple de Snefru". Avui, Swelim i d'altres l'atribueixen a Huni. En el segle xv, l'historiador àrab Al-Makrizi li atribueix 5 esglaons i en els dibuixos en la pedra dels treballadors de la piràmide també apareix com de 5 esglaons, però inicialment fou feta de 7 esglaons i després se n'hi va afegir un vuitè, que la va deixar de 82 metres d'alçada i 122 metres de base, amb una inclinació de 52 graus. Reomplerts els esglaons (potser per Snefru), la base va passar a 144 metres i l'alçada a 91,75 (175 cúbits). La paret que encerclava el recinte ha desaparegut, però tenia 1,4 metres de gruix i 2 metres d'alt, i una llargada de 210 metres per cada costat, que van arribar a 220 a dos costats i 236 als altres dos.
La reina (dona d'Huni) seria Meresankh I, i el fill en fou Snefru, que es va casar amb sa germanastra Hetepheres I, una altra filla d'Huni, que fou la mare de Kheops (Khufu). Un papir (el papir de Prisse) diu que Huni fou el predecessor de Snefru, però si en fou el pare o el sogre no està acreditat amb seguretat.